# Boykinia rotundifolia
Boykinia rotundifolia là một loài thực vật có hoa trong họ Saxifragaceae. Loài này được Parry ex A.Gray miêu tả khoa học đầu tiên năm 1878.